# 박상우 (1961년)
박상우(朴庠禹, 1961년 5월 2일~)은 대한민국의 제8대 국토교통부 장관이다.

## 생애
경상남도 부산시 (현 부산광역시) 출신으로 고려대학교 행정학과를 졸업하였다. 미국 조지워싱턴 대학교에서 도시·지역계획학 석사 학위를, 가천대학교에서 도시계획 전공으로 공학 박사 학위를 받았다.

## 경력

### 공직 진출 (1983년~)
그는 행정고시 27회로 공직에 들어섰다. 국토교통부에서 주택정책과장·건설정책관·기획조정실장 등을 역임하였으며, 이명박 정부 시절 주택토지실장으로 근무하였다. 당시 그는 분양가상한제의 완화, 재건축초과이익환수제의 폐지를 포함한 여러 정책을 추진하였다.

### LH 사장 (2016~2019년)
이후 대한건설정책연구원 원장을 역임하였으며, 2016년 한국토지주택공사(LH) 사장에 임명되어 2019년까지 재임하였다.

### 국토부 장관 (2023년~)
2023년 12월, 국토교통부 장관에 취임하였다. 
2024년 6월, KBS 1TV 시사 프로그램에 출연하여, 종합부동산세(종부세) 폐지에 찬성한다는 입장을 밝혔다.
“종부세 폐지에 찬성한다. 종부세는 부동산 수익이 많이 나는 것을 막기 위한 징벌적 과세라 세금 원리에 맞지 않다. 소득이 있으면 소득세·양도소득세를 내고, 물건의 가격에 맞게 재산세를 내 지방자치단체가 활용할 수 있도록 하는 것이 기본인데 (과거 정부가) 국세인 종부세를 만들어 부유세처럼 활용하였다.”— 박 장관 (KBS1 일요진단 출연, 2024년 6월 9일)

### 주요 경력 일람
- 1983년: 제27회 행정고시 합격
- ~1984년 2월: 고려대학교 행정학 학사
- ~1995년 5월: 조지워싱턴대학교 대학원 도시·지역계획 석사
- 2004년 3월: 국토해양부 주택정책과 과장
- 2005년 2월: 국토해양부 국가균형발전위원회
- 국토해양부 토지기획관
- ~2007년 8월: 서울대학교 대학원 행정학 석사
- 2008년 9월~2010년 1월: 국토해양부 건설정책관
- 2010년 1월~2010년 9월: 국토해양부 국토정책국 국장
- 2010년 9월: 국토해양부 주택토지실 실장
- 국토해양부 기획조정실 실장 직무대행
- 2013년 4월~2014년 5월: 국토교통부 기획조정실 실장
- 2015년 3월: 충북대학교 도시공학과 초빙교수
- 2015년 12월~2016년 3월: 제4대 대한건설정책연구원 원장
- 2016년 1월: 건설주택포럼 회장
- 2016년 3월~2019년 4월: 한국토지주택공사 사장
- 2016년 6월: 대한근대5종연맹 회장
- 2023년 12월~2025년 7월: 제8대 국토교통부 장관
- 2023년 12월~2025년 7월: 대통령직속 저출산고령사회위원회 정부위원
- 2023년 12월~2025년 7월: 대통령직속 국가균형발전위원회 당연직위원
- 2023년 12월~2025년 7월: 저출산고령사회위원회 정부위원
- 2023년 12월~2025년 7월: 대통령 직속 지방시대위원회 당연직위원

## 가족
- 배우자: 김은주
- 자녀: 2남